# Team ZiuZ
Team ZiuZ/uplus is een Nederlandse marathonschaatsploeg. De ploeg bestaat uit inlineskaters, wielrenners en schaatsers.

## Seizoen 2017-2018
De volgende schaatssters maken deel uit van dit team:
- Bianca Bakker
- Sharon Hendriks
- Chantal Hendriks
- Leonie Lubbinge
- Elsemieke van Maaren
- Nynke Pellikaan
- Bianca Roosenboom
- Kelly Schouten
- Berber Vonk